# Canson
Canson — французский производитель художественной бумаги. В ассортименте компании художественная бумага для акварели и пастели, бумага для графики и техническая бумага, декоративная бумага для творчества в рулонах, листах различных форматов, альбомы, склейки, блокноты, скетчбуки и другая бумажная продукция.
С 2016 года бренд Canson входит в состав итальянской корпорации F.I.L.A. Group.

## История
В 1485 году Антуан Видалон построил зерновую мельницу на реке Деом в приходе Давезьё рядом с городом Анноне, Франция. Вероятнее всего, именно эта мельница впоследствии дала начало бумажным фабрикам Видалон (Vidalon-le-Haut и Vidalon-le-Bas), появившимся на этом месте в 16 веке. Семья Видалон, происходившая из региона Божоле, дружила с Жаном Монгольфье, который работал на бумажной фабрике Ревеллон. Согласно истории, Жан Монгольфье во времена крестовых походов попал в турецкий плен и был вынужден работать на бумажной фабрике в Дамаскусе. Там он выучился производству бумаги и в дальнейшем, обретя свободу, начал применять полученные знания в Европе. Монгольфье отправил двух своих сыновей, Раймона и Мишеля, на обучение на фабрику Видалон. В 1693 году Раймон и Мишель Монгольфье женились на дочерях Антуана Шелле, владельца бумажных фабрик Видалон. В дальнейшем фабриками стала управлять семья Монгольфье.
Пьер Монгольфье (1700—1793 гг.), сын Раймона Монгольфье, был талантливым промышленником, стремившимся модернизировать бумажное производство. Благодаря ему фабрики Видалон быстро развивались. Именно Пьер Монгольфье разработал специальный аппарат — ролл-машину — для размола волокнистых материалов, заменившую ручной размол бумажной массы деревянными молотками в ступе. Один из 16 детей Пьера Монгольфье, Джозеф Монгольфье, также был блестящим изобретателем. Со своим братом, Этьенном Монгольфье, Джозеф Монгольфье изобрёл первый в мире воздушный шар, названный «монгольфьером». Братья использовали собственную бумагу для создания оболочки шара и разработали особую систему отопления, чтобы надуть шар горячим воздухом. Первый полёт монгольфьера состоялся в Видалоне 14 сентября 1782 года. В честь этого события во дворе бывшей бумажной фабрики, неподалёку от дома братьев Монгольфье, был установлен памятник. А на месте дома братьев Монгольфье в настоящий момент находится Канцелярский музей Canson & Montgolfier. Недаром логотип компании Canson представляет собой стилизованный воздушный шар — отсылку к братьям Монгольфье, Жозефу-Мишелю и Жаку-Этьенну, пионерам воздухоплавания. В 1783 году Людовик XVI присвоил Пьеру Монгольфье и его семье дворянский титул, как за аэростатическое изобретение, так и за вклад в бумажную промышленность. В 1784 году бумажные фабрики Монгольфье получили статус Королевской Мануфактуры.

## Бартелеми Бару де Ла Ломбарди де Кансон
Одна из дочерей Жака-Этьенна Монгольфье, Александрина, вышла замуж за Бартелеми де Кансона, который стал владельцем фабрик Монгольфье после смерти Этьенна Монгольфье в 1799 году. В 1801 году компания стала называться «Монгольфье и Кансон» («Montgolfier et Canson»), затем, с 1807 года — «Кансон-Монгольфье» («Canson-Montgolfier»). Бартелеми де Кансон расширил бумажное производство и запустил на фабрике множество новых процессов: установил напорные ящики и аппараты непрерывного действия, отрегулировал процессы калибровки и окрашивания бумажной массы. В 1807 году Бартелеми де Кансон изобрёл кальку, а около 1820 года установил первую машину Робера, которая позволяла механизировать отлив бумаги при помощи использования непрерывно движущейся сетки. В 1853 году Бартелеми де Кансон разработал медиум, используемый при создании светочувствительной бумаги. За этот продукт Бартелеми получил множество патентов во Франции и за рубежом. Новая бумага не нуждалась в использовании хлорида платины или золота и поэтому была более доступной и дешёвой. В 1860 году бумажные фабрики Монгольфье были самыми крупными во Франции. Бумажная компания была зарегистрирована как акционерное общество под названием «Старинные производители Кансон и Монгольфье» («Anciennes manufactures Canson & Montgolfier») в 1881 году.

## Canson и художники
Бартелеми де Кансон создал бумагу верже для Жана-Огюста-Доминика Энгра, друга Аделаиды де Монгольфье, дочери Этьенна де Монгольфье.
В 1910 Гаспар Майоль разработал для своего дяди Аристида специальную бумагу для печати, основав небольшую фабрику в пригороде Парижа, Марли-де-Руа. Ему пришлось сделать перерыв во время Первой мировой войны, а когда он вернулся домой, то обнаружил, что его производство было разорено. Тогда он попросил Кансона в Анноне усовершенствовать и производить бумагу Монтваль (Montval), которая продаётся до сих пор. Многие великие художники пользовались бумагой Canson: Эдгар Дега, Жоан Миро, Фернан Леже, Марк Шагал, Пабло Пикассо, Эжен Делакруа, Анри Матисс и другие.

## 20-й век
- В 1926 году компания Canson открыла представительство в Нью-Йорке, США.
- В 1947 году Canson создала знаменитую французскую сумку «pochette», таким образом, учителям не нужно было больше носить тяжелые альбомы для рисования в руках.
- В 1956 году компания Blanchet et Kléber de Rives присоединилась к фабрикам Arches, Johannot d’Annonay, et du Marais, образовав торговую марку Arjomari (Arches, Johannot, Marais, Rives). Компания Arjomari приобрела «Канцелярские принадлежности Кансон и Монгольфье» («Papeteries Canson & Montgolfier») в 1976 году.
- В 1990 году компания Arjomari объединилась с Wiggins Teape Appleton group и стала называться Arjo Wiggins.
- В конце 2006 года группа компаний Hamelin приобрела Canson со всеми дочерними компаниями. Hamelin — европейский производитель канцелярских товаров для школы и офиса и художественных материалов. Oxford и Elba — бренды Hamelin group.

## Canson в наши дни
В компании Canson трудится более 450 сотрудников, Canson располагает производственными мощностями во Франции и центрами дистрибуции в Италии, Франции, США, Китае, Бразилии и Австралии. Товары, выпущенные Canson, в настоящее время продаются в более чем 120 странах мира. В 2015 году объём продаж составил более 100 миллионов евро.
В октябре 2016 года компания Canson была выкуплена у Hamelin итальянской корпорацией F.I.L.A. Group.

## Логотип Canson
В 1784 году, когда бумажные фабрики Монгольфье получили статус Королевской Мануфактуры, компания Canson переняла их девиз и герб. Герб компании Canson состоял из красно-золотого герба Анноне, воздушного шара, который изобрели Джозеф и Этьенн Монгольфье, и изображения бумаги. Сейчас логотип компании Canson представляет собой стилизованный воздушный шар. Девиз компании — «Ite per Orbem» («Путешествуй по миру») — изначально относился к бумаге Монгольфье, которая получила международное признание.

## Продукция
Следующая таблица описывает все продуктовые линейки компании Canson. Компания выпускает продукцию под брендами Canson и Arches.
| Категории                               | Виды бумаги |
| --------------------------------------- | --- |
| Художественная бумага                   | Бумага для акварели, графических материалов, маркеров, пастели, масла и акрила, смешанных техник, художественной печати; бумага и картон для паспарту, реставрации и хранения |
| Школа                                   | Школьная линейка бумаги |
| Профессиональный дизайн                 | Бумага для изготовления макетов |
| Техническая бумага и бумага для графики | Калька, миллиметровая бумага, бумага для черчения, офисная бумага |
| Декоративная бумага                     | Крепированная бумага, цветная (декоративная бумага), шёлковая бумага, цветной гофрокартон, цветной крафт, цветной пластик                                                     |

Среди ассортимента компании Canson: акварельная бумага Montval; тонированная бумага для пастели и графики Mi-Teintes; окрашенная бумага Ingres Vidalon; бумага для рисования линеек «C» à Grain и 1557; бумага для масляной живописи и акрила Figueras; современная бумага для цифрового искусства и фотографии Infinity; линейка для студентов XL.
Хлопковая бумага, производимая компанией, устойчива к каучуковому клею и обработке воском. Canson также производит блокноты, рулоны и листы бумаги с различной шероховатостью и плотностью. Особые технологии позволяют компании выпускать специальную бумагу для графита, пастели, угля и чернил.
Canson также производит текстурированную бумагу для рисования с ориентированными хлопковыми волокнами под брендом Mi-Teintes. Состоящие на 60 % из хлопка листы данной линейки — плотные, грубой текстуры — выпускаются в 60 цветах.

## Фонд Canson pour l’Art et le Papier
В 2010 году Hamelin group и Canson создали фонд «Fonds Canson pour l’art et le papier» («Fondation for Art and Paper» — «Фонд Искусства и Бумаги»). Цель фонда — организовать спонсорскую поддержку художников, работающих на бумаге. Фонд занимается присуждением премии Prix Canson молодым художникам, которые добиваются успехов в работе с бумагой.
В 2010 году жюри премии во главе с Жераром Гарустом вручило награду Canson Фабьену Мерелю. В 2011 году голландский художник, получил награду Canson. Вирджиния Чихота, Зимбабве — обладательница награды Canson 2013 года. Вирджиния использует технику трафаретной печати, или шелкографию, исследуя в своих работах тему человеческих отношений и описывая такие состояния, как замкнутость, сознание, упадок культуры. В 2014 году Симон Эванс и его креативный партнёр Сара Ланнан выиграли награду Canson. Их графики, схемы, диаграммы и планы — графические элементы конкретного искусства и «психографии», или автоматического письма. В 2015 году аргентинский художник Адриан Вильяр Рохас получил награду Canson в Токийском дворце в Париже.

## Canson и Лувр
С 2010 года компания Canson — официальный спонсор Лувра. Компания поддерживает интернет-сайт музея, занимается оцифровкой печатных продуктов и музейных коллекций. Canson также была спонсором выставки Le Papier à l’œuvre, которая проходила в Лувре с июня по сентябрь 2011 года. Многие картины великих художников были созданы именно на бумаге Canson, например: Анри Матисс «Голубая обнажённая»; Пабло Пикассо «Голова женщины III» (Портрет Доры Маар), 1939 г.; Эдгар Дега «Две танцовщицы», 1883—1898 г.; Марк Шагал «Афиша из Италии», 1983 г.